# Persepolis befästningstavlor

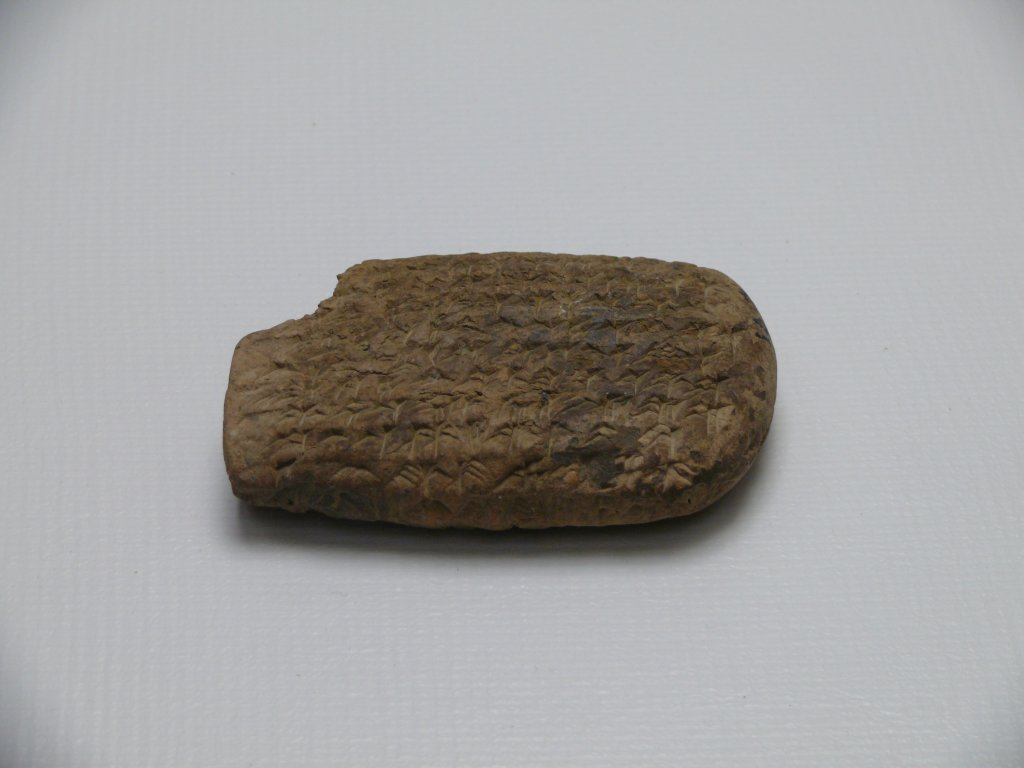
Kilskriftstavla av lera (Museet i Persepolis)

Persepolis befästningstavlor är en samling kilskriftstavlor som härrör från åren 509 till 457 f.v.t. och som upptäcktes 1933 vid utgrävningarna i Persepolis i Iran.

## Upptäckten
Under Ernst Herzfelds och Erich Frederich Schmidts utgrävningar upptäcktes två serier av arkiv som omfattar många kilskriftstavlor av trä och lera. Den första serien, som upptäcktes av Herzfeld, är känd under namnet "Persepolis befästningstavlor" eftersom den har hittats i den zon som motsvarar befästningarna i Terrassens nordöstra hörn. Den omfattar omkring 45 000 föremål. Innehållet i en majoritet av dessa har redan studerats men har ännu inte publicerats i sin helhet. De innehåller huvudsakligen administrativa texter skrivna på elamitiska, kanslisternas språk, mellan 506 och 497 f.Kr., men därefter tavlor skrivna på arameiska av vilka omkring 500 texter har dechiffrerats, en tavla på akkadiska, en på grekiska, en på fornpersiska samt en på ett språk och skriftsystem från Anatolien har också hittats.

## Transport- och räkenskapsregister
Dessa tavlor kan klassificeras i två undergrupper. Den första behandlar transport av material från ett ställe till ett annat i riket. Den andra liknar mer ett räkenskapsregister. Dessa föremål har gjort det möjligt att tillgå värdefulla upplysningar som ger en förståelse för hur riket fungerade och hur det administrerades på så olika områden som byggande, trafik, kurirer, pass och finanser. Vissa yrkeskårer har på så sätt kunnat bli kända, som direktören för Skattkammaren (eller ganzabara). Tavlorna har till och med möjliggjort att lära känna namnen på personer som har arbetat i Persepolis, från den enkle arbetaren till Skattkammarens direktör. Dessutom ger vissa en bild av kvinnors ställning vid den akemenidiska epoken.
Det förunderliga bevarandet av tavlor av torkad lera förklaras av det faktum att de har bränts i hög temperatur av branden i Persepolis. Denna oavsedda transformering till terrakotta har gjort att tavlorna hållit bättre och inte sönderfallit till damm.
Befästningstavlorna representerar ett ovärderligt vetenskapligt arv och ger bidrag både till en bättre språklig förståelse av elamitiskan och fornpersiskan och till en förståelse av den politiska organisationen och de religiösa sederna i akemenidernas rike. 

## Rättstvist
Befästningstavlorna tillhör i juridisk mening Iran men Oriental Institute vid University of Chicago har i praktiken uppsikt över tavlorna sedan de upptäcktes. I juni 2006 föll en dom mot Iran i en federal domstol i Chicago som dömer den islamiska republiken att ge mer 400 miljoner dollar i kompensation till offer för en palestinsk terrorattack i Jerusalem 1997 utförd av Hamas. Iran stödjer Hamas finansiellt och de målsägandes advokater hävdar att de har rätt att beslagta Persepolis befästningstavor för att kompensera offren ekonomiskt.
I februari 2009 undertecknade omkring åttahundra arkeologer och iranister från olika länder på initiativ från Societas Iranologica Europea ett öppet brev till USA:s president Barack Obama där de vädjar till honom att förhindra att kilskrifttavlorna konfiskeras och auktioneras ut på internationella konstmarknaden. De undertecknade framhåller i brevet att tavlorna bör åtnjuta en särskild, skyddad rättsstatus som allmän kulturell egendom och fortsätta få vara tillgängliga för forskare och intresserad allmänhet.
Den 27 mars 2014 fastslog federaldomare Robert Gettleman att befästningstavlorna är ovärderliga och inte kan vara föremål för kompensation i rättstvist.